# Holcus notarisii
Holcus notarisii är en gräsart som beskrevs av Carl Fredrik Nyman. Holcus notarisii ingår i släktet mjuktåtlar, och familjen gräs. Inga underarter finns listade i Catalogue of Life.